# Richard Todd
Richard Andrew Palethorpe-Todd OBE , mais conhecido como Richard Todd (Dublin, 11 de junho de 1919 – Grantham, 3 de dezembro de 2009) foi um ator irlandês.

## Filmografia parcial
- The Hasty Heart (1949)
- Stage Fright (1950)
- The Story of Robin Hood and His Merrie Men (1952)
- The Sword and the Rose (1953)
- Rob Roy, the Highland Rogue (1954)
- The Dam Busters (1955)
- A Man Called Peter (1955)
- The Virgin Queen (1955)
- D-Day the Sixth of June (1956)
- Marie-Antoinette reine de France (1956)
- Chase a Crooked Shadow (1957)
- Yangtse Incident (1957)
- Saint Joan (1957)
- Danger Within (1958)
- Never Let Go (1960)
- The Long and the Short and the Tall (1961)
- The Hellions (1961)
- Don't Bother to Knock (1961)
- The Longest Day (1962)
- Death Drums Along the River  (1963)
- Operation Crossbow (1965)
- The Boys (1962)
- The Love-Ins (1967)
- Subterfuge (1968)
- The Big Sleep (1978)
- House of the Long Shadows (1983)